# NLRP13
NLRP13 (англ. NLR family, pyrin domain containing 13) — цитозольный белок, Nod-подобный рецептор семейства NALP, продукт гена NLRP13, участвует в регуляции воспаления. Клонирован в 2003 году.

## Функции
Играет роль в регуляции воспаления.

## Структура
Зрелый белок состоит из 1043 аминокислот, молекулярная масса — 118,9 кДа. Молекула включает домены DAPIN и NACHT, 7 LRR (лейцин-обогащённых)-повторов и участок связывания АТФ. Треонин в положении 358 может быть фосфорилирован.